# Nino Di Maria
Nino Di Maria (Sommatino, 1904 – 14 gennaio 1997) è stato uno scrittore e drammaturgo italiano.

## Biografia
Appartenente a una famiglia di modeste condizioni economiche, non poté dedicarsi all'arte come avrebbe desiderato. Diplomatosi ragioniere a Palermo, Di Maria collaborò con alcuni quotidiani (Telestar, Corriere di Sicilia, Giornale di Sicilia, L'Ora, La Sicilia) e svolse varie attività (patrocinatore legale, ragioniere, insegnante di Lettere). Ritornato a Sommatino divenne ragioniere all'Ufficio comunale dei tributi, dedicandosi nel tempo libero alla pubblicazione di novelle e racconti che piacquero a Luigi Russo, Rosso di San Secondo e ad Elio Vittorini. Alla fine degli anni trenta divenne amico personale di Leonardo Sciascia.
Un cambiamento avvenne con il romanzo Cuori negli abissi ispirato a un fatto vero (contadini siciliani trovati congelati mentre attraversavano la frontiera con la Francia). Pietro Germi, che aveva conosciuto il tragico episodio durante le riprese di Fuga in Francia, lesse il romanzo mentre si trovava in Sicilia per le riprese di In nome della legge, ne comprò i diritti per trarne Il cammino della speranza (1950) alla cui sceneggiatura collaborò lo stesso Di Maria.
Tra le altre opere si ricordano opere satiriche (per esempio La mafia ha ammazzato Napoleone) e alcune commedie rappresentate anche in Francia.
Al suo nome sono intitolate le scuole primarie e secondarie di I grado di Sommatino.

## Opere
- E si capitassi a tia?, Caltanissetta: Il foglio d'arte, 1977
- Ombre, Palermo: Ediz. Il Cempio, 1928 (Caltanissetta, Tip. Ospizio Prov. Di Beneficenza)
- Creature: Novelle, Torino: A. Formica, 1930, U. Franchini E. C.
- Quando non si sogna più: Liriche, Palermo: Ediz. Il Popolo di Sicilia, 1931 (Caltanissetta, Arte Del Libro Ospizio Prov.)
- Crepuscolo (novelle), Bologna: Ediz. Aldine, 1934, Tip. Aldina
- Cuori negli abissi: Romanzo, Milano: M. Gastaldi, 1949 (Caltanissetta, Tip. Lussografica)
- Gente della mia terra (novelle), Palermo: Renna, 1955
- Dopoguerra a Roccacelestina, Caltanissetta, ecc. : S. Sciascia, 1958, stampa 1959
- La mafia ha ammazzato Napoleone, Albenga: L'alfiere, 1973
- Favole del nostro tempo, Caltanissetta; Roma, 1981
- Chiamalo come vuoi (commedia dialettale siciliana in 3 atti), San Cataldo: Litografia editrice Nocera, 1985
- I pascoli di Braemi (giallo comico satirico in tre atti), Caltanissetta: a cura del Centro culturale Nisseno, 1985
- Sole di Sicilia, Caltanissetta: Krinon, 1987
- La fuitina (commedia in un atto dialettale siciliano), Caltanissetta: Pressing edizioni, 1989
- E dammuccilli..., Caltanissetta: Pressing, 1991
- Giorni della vita: racconti, storie, costumanze di un piccolo mondo siciliano del passato, Caltanissetta: Paruzzo, 1995